# (24669) 1988 VV
1988 في في (ويعرف أيضًا باسم (24669) 1988 في في وفق تسمية الكوكب الصغير) (بالإنجليزية: 1988 VV)‏ هو كويكب ضمن حزام الكويكبات؛ وترتيبه 24669 من حيث الاكتشاف.
اكتُشف هذا الجُرم الفلكي بواسطة هيروشي كانيدا في 2 نوفمبر 1988.

## وصلات خارجية
- (24669) 1988 VV في قاعدة بيانات مختبر الدفع النفاث لأجرام النظام الشمسي الصغيرة

- الاكتشاف · مخطط المدار ·  العناصر المدارية · المعلمات المادية

- (24669) 1988 VV على موقع ويكي سكاي: DSS2, SDSS, GALEX, IRAS, Hydrogen α, X-Ray, Astrophoto, Sky Map, Articles and images